# Amphicaenopus
Amphicaenopus es un género extinto de mamíferos de la familia Rhinocerotidae, que vivieron en el Oligoceno y en el Mioceno de Estados Unidos. 

## Descripción
Mide entre 236 y 238 milímetros, igual a P1-M3 de longitud. Tiene el rama cilíndrica, cráneo ancho, y un tamaño más grande que los otros rinocerótidos del Mioceno y del Oligoceno. Tiene la mandíbula inferior con una sección transversal casi circular y con un aprovisionamiento grande no molarizado, casi como un molariforme. También, tiene nasales relativamente cortas, sin muescas laterales. En 1978, el paleontólogo, Bjork, sugirió que el animal usaba el labio superior flexible para atraer las plantas a través de los colmillos.